# Casa de la vila de Rocafort de Queralt
La Casa de la Vila, de Rocafort de Queralt (Conca de Barberà), és un edifici noucentista inclòs en l'Inventari del Patrimoni Arquitectònic de Catalunya.
Els indians de Rocafort de Queralt que van fer fortuna a Cuba, amb el comerç del safrà a principi del segle xx, van sufragar diverses obres, com és el cas de l'edifici de la Casa de la Vila.
A la planta baixa hi ha les escoles, d'aquí els esgrafiats de la porxada, en parelles d'amorets que sostenen un llibre, un globus terraqüi, una ploma i un paper, un compàs, una plomada de saurí i un caduceu de Mercuri, símbol del comerç.
El 1923 es va edificar el primer dels dos cossos simètrics i l'altre, posteriorment. La façana més antiga està esgrafiada amb l'escut de la vila i filigranes ornamentals.